# Arthur Ibbetson
Arthur Francis Ibbetson (* 8. September 1922 in Bishop Auckland, Durham, England; † 19. Oktober 1997 in Hillingdon) war ein britischer Kameramann.

## Biografie
Arthur Ibbetson debütierte 1938 bei den Bushey Studios, wechselte im Jahr darauf als zweiter Kameraassistent zu den British International Studios und in gleicher Funktion 1940 zu den Shepperton- und Denham Studios. Nach seinem Kriegsdienst, aus dem er 1943 entlassen wurde, schloss er sich dem Chef-Kameramann Mutz Greenbaum an, der ihn im selben Jahr als einfachen Kameramann (Debüt bei dem Spionagekrimi Hotel Reserve) an seine Seite holte. 
Mit The Horse's Mouth, einem Filmdrama mit Alec Guinness in der Hauptrolle, debütierte Ibbetson als Chef-Kameramann. Seitdem stand Ibbetson für zahlreiche Filme hinter der Kamera. 1970 wurde er für Königin für tausend Tage für den Oscar in der Kategorie Beste Kamera nominiert. Im Jahre 1981 wurde er mit dem Emmy für seine Kameraarbeit bei dem Film Der kleine Lord ausgezeichnet.

## Filmografie als Chefkameramann (Auswahl)
- 1952: Insel der Verheißung (Saturday Island)
- 1953: Boccaccios große Liebe (Decameron Nights) (Kameraführer)
- 1953: Wiedersehen in Monte Carlo (Melba)
- 1958: Des Pudels Kern (The Horse’s Mouth)
- 1959: Die Herren Einbrecher geben sich die Ehre (The League of Gentlemen)
- 1960: Zorniges Schweigen (The Angry Silence)
- 1960: Einst ein Held (Tunes of Glory)
- 1961: In den Wind gepfiffen (Whistle down the Wind)
- 1961: Die rote Schwadron (The Canadians)
- 1962: Der Inspektor (Lisa)
- 1962: Neun Stunden zur Ewigkeit (Nine Hours to Rama)
- 1963: Das Haus im Kreidegarten (The Chalk Garden)
- 1963: Der Wachsblumenstrauß (Murder at the Gallop)
- 1965: Das düstere Haus (Fanatic)
- 1966: Die Gräfin von Hongkong (A Countess from Hong Kong)
- 1966: Donegal, König der Rebellen (The Fighting Prince of Donegal)
- 1968: Agenten sterben einsam (Where Eagles Dare)
- 1968: Inspektor Clouseau (Inspector Clouseau)
- 1969: Königin für tausend Tage (Anne of the Thousand Days)
- 1971: Das Mörderschiff (When Eight Bells Toll)
- 1971: Charlie und die Schokoladenfabrik (Willy Wonka & the Chocolate Factory)
- 1977: Das Lächeln einer Sommernacht (A Little Night Music)
- 1978: Der Schrecken der Medusa (The Medusa Touch)
- 1979: Der Gefangene von Zenda (The Prisoner of Zenda)
- 1980: Der kleine Lord (Little Lord Fauntleroy)
- 1980: Agentenpoker (Hopscotch)
- 1984: Die Bounty (The Bounty)
- 1985: Santa Claus
- 1986: Abenteuer im Spielzeugland (Babes in Toyland)